# 칭하이호
칭하이 호(중국어: 青海湖, 병음: Qīnghǎi Hú, 몽골어: Хөх нуур, 티베트어: མཚོ་སྔོན་པོ་)는 중화인민공화국의 칭하이성 동부에 위치해 있는 중국 최대의 염호이다. 고전 몽골어 이름을 따라 코코노르(Koko Nor, ᠬᠥᠬᠡ
ᠨᠠᠭᠤᠷ)로 부르기도 한다.

## 개요
해발 3,205.3m의 고원에 위치하며 4340km2의 면적과 27m의 수심으로 이루어져 있으며 호수 안에 작은 섬들이 있다. 칭하이 호 주변에 흩어져 있는 섬들은 모두 33개이다. 칭하이 호는 대체로 건조 기후이며 호수 주변은 대초원지역이다.
칭하이호는 세계적인 철새들의 도래지이다. 칭하이호는 철새들의 겨울철 이동경로 중 하나로, 최근 칭하이 호에 머무는 겨울 철새들에서 조류독감 바이러스가 발견되었다는 연구결과가 발표되기도 하였다.
최근 중국의 관개농업과 목축 등 무분별한 개발과 용수의 사용으로 매년 면적이 감소하고 있으며, 이로 인해 200년 후에 칭하이호가 소멸될 것이라고 전망되고 있다. 또한 이곳은 최상품 동충하초가 생산되는 곳이기도 하다.